# IN PHASE
『IN PHASE』（インフェーズ）は、日本の音楽ユニット・Hilcrhymeのラッパー・TOCがソロでリリースした、1作目のオリジナルアルバム。

## 概要
ソロ1作品目となる今作は、フィーチャリングとトラックメーカー合わせ多数の客演が参加となっている。
TOC曰く「制作前半は、Hilcrhymeでは書けない／扱えないモノを作っていったんですけど、中盤辺りから『ラップの幅の広さ』を意識し始めました。」と語っている。
アルバムが発売された翌年、アルバムを引っさげて初の全国ツアーを遂行した。

## 収録曲
1. Swag in my skill
作詞：TOC、作曲：MUMA
今作のリード曲。
以前にデモとしてYouTubeにアップされていたがそれとは一部歌詞が変更されている。
2. SIZE feat.MAR,SNIPE,弘Jr.
作詞：TOC,MAR,SNIPE,弘Jr.、作曲：NAOtheLAIZA
3. BirthDay
作詞：TOC、作詞：ZETTON
ソロデビューシングル。
自らの誕生を歌詞にしている。
4. 2FACE
作詞：TOC、作曲：YMG
5. ReUniTed feat.USU a.k.a. SQUEZ
作詞：TOC,USU a.k.a. SQUEZ、作曲：MONBEE
TOCと同郷のUSU a.k.a. SQUEZが客演として参加している。
ちなみに、UとTが大文字なのはそれぞれの頭文字を取っている。
TOC曰く「この曲だけ、歌詞を一聴で理解できる人は新潟シーンに昔からいた人たちぐらいなのかなって思う。新潟という街で10年以上、第一線で外に向けてラップをやってきたのは、今となっては俺とUSU君しかいないんです。彼には彼の抱えてきた想いがあったし、俺にも俺で抱えてる想いがあった。USU君が最初にそれをヴァースに書いてきたから、僕もそれに応える形で、当時思ってたことなどを書いたんです。」と語っている。
6. World View feat.Twigy
作詞：TOC,Twigy、作曲：TOC,Twigy,OHLD
当時、TOCが新潟のクラブで雷家族がライブをしているのを見に来ていた時に連絡を交換しTOCがTwigyの住んでいる福岡にツアーで回った時に遊びに行ったりして曲作りの話が出来たという。
この曲の元ネタはTwigyの七日間となっている。
7. Ray
作詞：TOC、作曲：Yuto.com™,tan-boo for 7070 Production
8. Feed Back feat.ISH-ONE
作詞：TOC,ISH-ONE、作曲：OHLD
TOCがISH-ONEの曲、NEW MONEYのREMIXを公開してそれを見たYMGやISH-ONEが好意的に受け入れ作成が決められた曲。
9. 夜クライム feat.T.O.P.
作詞：TOC,T.O.P.、作曲：ZETTON
10. PEEKABOO
作詞：TOC、作曲：DJ MITSU THE BEATS
11. Atonement
作詞：TOC、作曲：ZETTON
12. Bird
作詞：TOC、作曲：ZETTON、Cuts：DJ松永